# Diadema de la tumba de Filipo II
La diadema de plata y oro de la tumba de Filipo II es uno de los hallazgos más valiosos de la antecámara de las tumbas reales de Vergina, Grecia.

## Historia del objeto
La plata y el oro que se utilizaron para fabricar la diadema del rey Filipo II de Macedonia se extraían, procesaban y luego enviaban a un joyero o artesano experto. Durante el primer milenio a. C., la región de los Balcanes y Grecia era famosa por sus metales preciosos. Durante este período, la mayoría de los objetos se fundían mediante el proceso de moldeo a la cera perdida. Este proceso implica crear un molde con un objeto de cera, que es una representación idéntica del aspecto que debería tener el producto final. Una vez formada la cera, se recubre con arcilla y se hornea. Durante el horneado, la cera se derrite, dejando al artesano con un molde. Con el molde terminado, el artesano puede rellenarlo con los metales que desee utilizar. El proceso de dorado que probablemente se utilizó en esta diadema consistió en bruñir pan de oro sobre la plata. La adhesión del oro mediante calor favorece la interdifusión con los metales subyacentes, que suelen ser plata o cobre.
Al examinar la diadema, la característica más notable es el nudo de Heracles ubicado en la parte frontal, que imita una diadema de tela. Este nudo recuerda que el rey macedonio era un líder religioso y descendiente directo del héroe griego y su padre, Zeus, rey de los dioses. A cada lado del nudo de Heracles, el metal crea un patrón similar a un tejido, continuando la imagen de la diadema de tela. Si bien es evidente que el paso del tiempo ha afectado parte del pan de oro que rodea la diadema, sorprendentemente aún conserva la mayor parte del oro. Si bien el diámetro actual es de 25 cm, la diadema fue diseñada para ser ajustable, con dos extremos que encajan en una sección más pequeña en la parte posterior.